# Pavlov u Dolních Věstonic
Pavlov (deutsch Pollau, früher Paulow) ist eine Gemeinde in der Region Südmähren in Tschechien. Sie liegt 20 Kilometer nordwestlich von Břeclav (Lundenburg) und gehört zum Okres Břeclav (Bezirk Lundenburg).

## Geographie

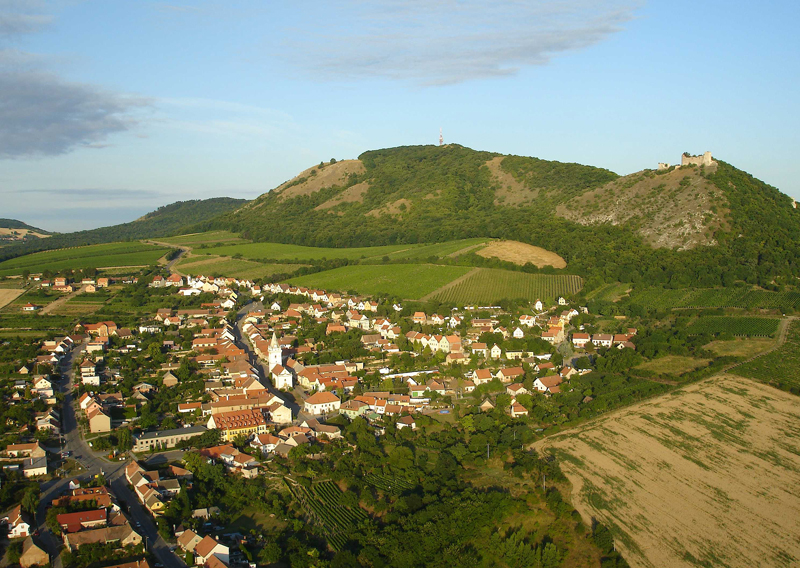
Pavlov / Pollau mit Burgruine Děvičky (Maidenburg) und Děvín (Maidenberg)

Pavlov liegt im Norden der Pollauer Berge, welchen den nördlichsten Ausläufer der Waschbergzone bilden, am Thayastausee Nové Mlýny (Neumühl). Südwestlich erhebt sich der Děvín (549 m) (Maidenberg). Im Westen liegt die Ruine der Burg Děvičky (Maidenburg). Das Dorf ist als ein Längsdreieckangerdorf angelegt.
Nachweisbar trieben bereits 1675 die Pollauer ihr Vieh auf die Millowitzer Hutweide, die sich zu beiden Seiten des Runzengrabens (Wassergraben) bis gegen den ehemaligen Leluschteich erstreckte. Dort stand schirmend das Standbild des Hl. Leonhard im Felde (dicke Moata). Dieses Gebiet gehörte damals zur Gemeinde Millowitz.
Nachbarorte sind Popice (Poppitz) im Norden, Šakvice im Nordosten, Zaječí (Saitz) und Nové Mlýny (Neumühl) im Osten, Milovice (Millowitz) im Südosten, Klentnice (Klentnitz) und Perná (Bergen) im Südwesten, Spalená Hospada und Horní Věstonice (Ober Wisternitz) im Westen sowie Dolní Věstonice (Unter Wisternitz) und Strachotín (Tracht) im Nordwesten.

## Geschichte
Auf dem Gemeindegebiet befinden sich mehrere der wichtigsten Fundstellen des Jungpaläolithikums in Mitteleuropa, z. B. Pavlov I. Seit 1952 werden archäologische Ausgrabungen durchgeführt. Das umfangreiche Fundmaterial führte zur archäologischen Kulturbezeichnung Pavlovien, einer regionalen Ausprägung des Gravettien. Hier wurden Reste des Cro-Magnon-Menschen gefunden. Zudem bewiesen 7 vollständig gefundene Wolfsskelette eine frühe Zähmung und eine erste Zucht von Hunden.
Die Ortschaft wurde 1334 erstmals urkundlich erwähnt und gehörte bis 1848 zu der Herrschaft Nikolsburg. Die deutsche Pollau ist seit dem Jahr 1504 geläufig. Vorher schrieb man den Ort „Pavlove“ (1334) oder „Polaw“ (1436). Während der Hussitenkriege am Anfang des 15. Jahrhunderts wurde der Ort sowie die Kirche von den Hussiten eingenommen, geplündert und gebrandschatzt. Erst mit dem Sieg über die radikalen Hussiten (Taboriten) im Jahre 1434 kehrte Frieden in Mähren ein und Pollau konnte wieder aufgebaut werden.

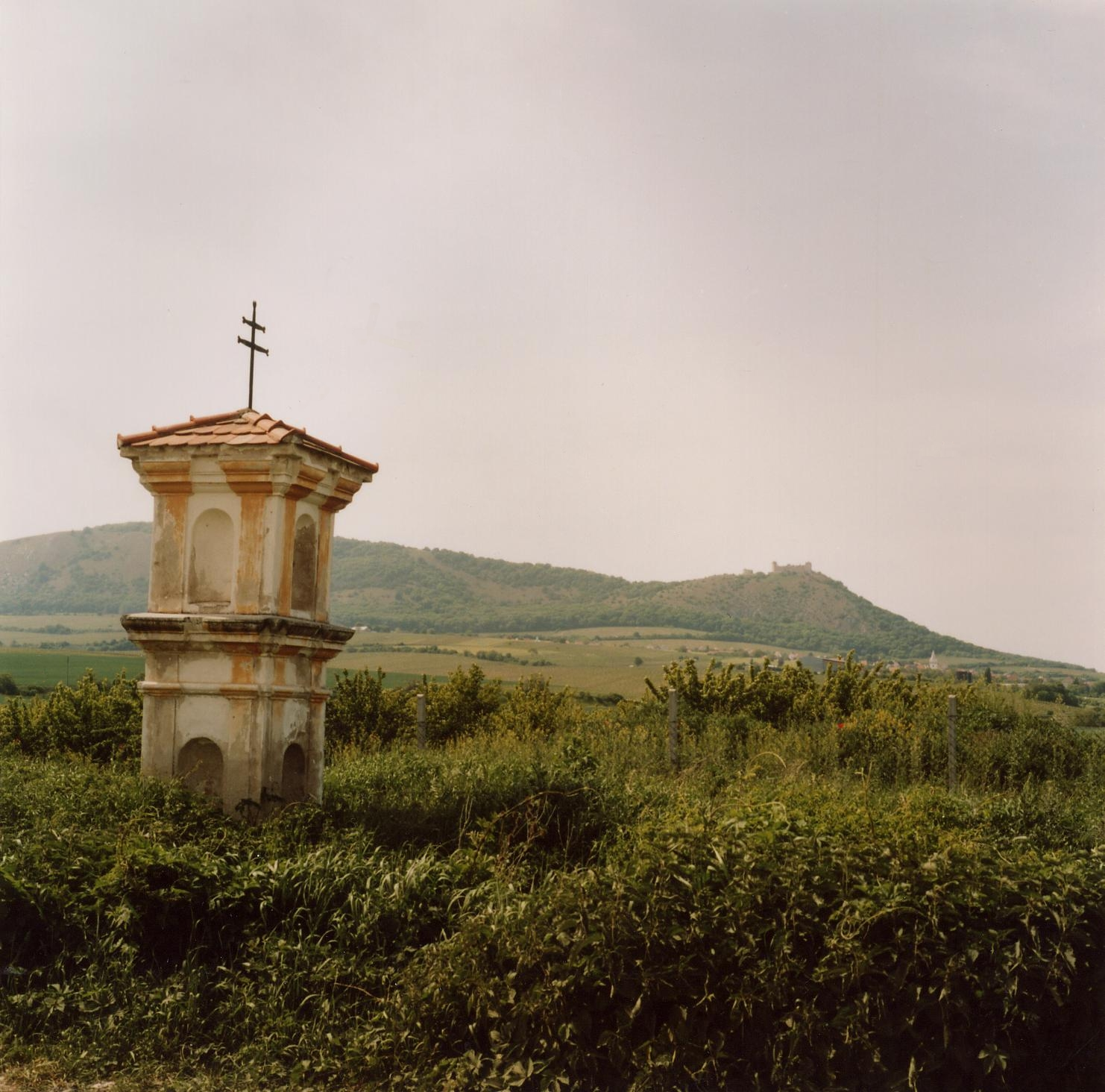
Bildstock bei Pavlov mit Blick auf die Ruine Děvičky

Im Jahre 1543 ließen sich die Täufer in Gestalt der Hutterischen Brüder der Ortschaft nieder, womit diese für die nächsten Jahrzehnte als evangelisch galt. Aufgrund der Bedeutung des Weinbaues in der Ortschaft erhielt Pollau im Jahre 1589 eine Bergrechtsordnung. Nach dem Sieg der kaiserlichen Truppen in der Schlacht am Weißen Berg am Anfang des Dreißigjährigen Krieges begann die Gegenreformation in Mähren. Infolgedessen wurden die reformatorischen Täufer im Jahre 1622 des Landes verwiesen. Die meisten zogen nach Siebenbürgen weiter. Pollau wurde bis zum Westfälischen Frieden im Jahre 1648 geplündert und schließlich fast völlig eingeäschert. Im Jahre 1713 zerstörte ein Großbrand einen Teil des Ortes. Während der Revolutionskriege wurde der Ort in den Jahren 1805 und 1809 von französischen Truppen besetzt, welche dem Ort hohe Kosten verursachten. 1833 wütete ein weiterer Großbrand in Pollau. Eine öffentliche Wasserleitung wurde im Jahre 1844 gelegt. Im Deutschen Krieg wurde der Ort für kurze Zeit von preußischen Soldaten besetzt. 1876 wurde eine Freiwillige Feuerwehr in Pollau gegründet. Der größte Teil der Einwohner lebten von der Landwirtschaft, wobei der seit Jahrhunderten gepflegte Weinbau eine besondere Stellung einnahm. Weiters gab es neben dem üblichen Kleingewerbe einen Kalkofen (bis 1885), einen Steinbruch und einen Feldziegelofen (bis 1925).
Matriken werden seit 1579 geführt. Onlinesuche über das Landesarchiv Brünn. Grundbücher werden seit 1785 geführt.
Nach dem Zerfall Österreich-Ungarns wurde die südmährische Ortschaft Pollau, das 1910 zu 99,7 % von Deutschsüdmährern bewohnt war, zum Bestandteil der neuen Tschechoslowakischen Republik. Mit dem Münchner Abkommen wurde Pollau mit 1. Oktober 1938 ein Teil des deutschen Reichsgaus Niederdonau.
Nach dem Ende des Zweiten Weltkrieges (8. Mai 1945) wurden die im Münchener Abkommen (1939) an Deutschland übertragenen Territorien, also auch Pollau, im Rückgriff auf den Vertrag von Saint-Germain (1919) wieder der Tschechoslowakei zugeordnet. Vor den einsetzenden Exzessen durch militante Tschechen flohen viele Deutschsüdmährer nach Österreich. Andere wurden über die Grenze getrieben. Dabei kam es zu 16 Ziviltoten.

## Wappen und Siegel
Seit dem Jahre 1575 führte Pollau ein Ortssiegel. Dessen Aussehen änderte sich im Laufe der Jahrhunderte, aber es beinhaltete immer ein Renaissanceschild, worauf ein Fisch mit zwei Weintrauben abgebildet war.

## Bevölkerungsentwicklung
| Volkszählung                                                                  | Häuser | Einwohner insgesamt | Volkszugehörigkeit der Einwohner | Volkszugehörigkeit der Einwohner | Volkszugehörigkeit der Einwohner |
| Jahr                                                                          | Häuser | Einwohner insgesamt | Deutsche                         | Tschechen                        | andere                           |
| 1793                                                                          | 182    | 940                 |                                  |                                  |                                  |
| 1836                                                                          | 190    | 935                 |                                  |                                  |                                  |
| 1869                                                                          | 197    | 981                 |                                  |                                  |                                  |
| 1880                                                                          | 205    | 1.112               | 1.110                            | 2                                | 0                                |
| 1890                                                                          | 224    | 1.123               | 1.123                            | 0                                | 0                                |
| 1900                                                                          | 232    | 1.117               | 1.117                            | 0                                | 0                                |
| 1910                                                                          | 247    | 1.105               | 1.102                            | 3                                | 0                                |
| 1921                                                                          | 250    | 1.116               | 1.107                            | 5                                | 4                                |
| 1930                                                                          | 260    | 1.089               | 1.075                            | 11                               | 3                                |
| 1939                                                                          |        | 987                 |                                  |                                  |                                  |
| Quelle: 1793, 1836, 1850 aus: Frodl, Blaschka: Südmähren von A–Z. 2006        |        |                     |                                  |                                  |                                  |
| Sonstige: Historický místopis Moravy a Slezska v letech 1848–1960, sv.9. 1984 |        |                     |                                  |                                  |                                  |

## Sehenswürdigkeiten
- Kirche St. Barbara, ehemals Kapelle (1658), 1740 renoviert und umgebaut
- Kriegerdenkmal (1921)
- Volksschule (1740, Neubau 1862)
- Kapelle mit Muttergottesstatue (1866, nach 1945 entfernt)
- Statue des heiligen Johannes von Nepomuk
- Statue des heiligen Florian (1713)

## Brauchtum, Sagen
- Bei Pollau steht ein Felsgebilde, welches „die drei versteinerten Jungfrauen“ genannt wird. In einer Sage heißt es, dass eine mongolische Prinzessin mit zwei Zofen auf der Maidenburg übernachtet hatte. Der Burgherr habe aber alle drei umgebracht und aus dem Fenster geworfen, um an deren Schätze zu gelangen. Am nächsten Morgen waren die drei Frauen versteinert und standen als Mahnmal vor der Burg. Daraufhin soll der Mongolen-Khan samt seinen Horden ins Land eingefallen sein, um Rache zu üben.

## Persönlichkeiten
- Christian Schneider (* 1742), Priester und Missionar.
- Josef Maca (* 1921), Herausgeber des 'Pollauer Heimatbuch'es, Träger des Prof.-Josef-Freising-Preises.